# Brachycistis glabrella
Brachycistis glabrella é uma espécie de inseto do gênero Brachycistis, pertencente à família Tiphiidae.